# Non in commotione Dominus
La locuzione latina non in commotione Dominus (1 Re 19,11) significa "il Signore (Dio) non era nel terremoto". Generalmente, vuol significare che non è possibile trovare Dio in un momento di grandi sconvolgimenti.
È tratta dalla Bibbia, dal primo libro dei Re; in esso si narra che il profeta Elia andò nel deserto per parlare con il Signore.
Un vento forte, impetuoso, schiantava i monti e spezzava le rocce davanti al Signore, ma il Signore non era nel vento. E, dopo il vento, un terremoto; ma il Signore non era nel terremoto. E, dopo il terremoto, un fuoco; ma il Signore non era nel fuoco. E, dopo il fuoco, un suono dolce e sommesso. (1 Re 19,11-12)
È citata anche alla fine della narrazione dei sette giorni, ne Il nome della rosa di Umberto Eco.